# Kassa villamosvonal-hálózata
Kassa villamosvonal-hálózata (szlovák nyelven:  Električková doprava v Košiciach) Szlovákia Kassa városában található. Összesen 7 + 8 vonalból áll, a hálózat teljes hossza 33,7 km. Üzemeltetője a Dopravný podnik mesta Košice (DPMK).
A vágányok normál nyomtávolságúak, az áramellátás felsővezetékről történik, a feszültség 600 V egyenáram. 
A forgalom 1891. november 14.-én indult el.

## Útvonalak
| Járat | Kiindulási állomás  | Végállomás           |
| ----- | ------------------- | -------------------- |
| 1     | Havlíčkova          | Važecká              |
| 2     | Havlíčkova          | Staničné námestie    |
| 3     | Staničné námestie   | Važecká              |
| 4     | Botanická záhrada   | Socha Jána Pavla II. |
| 5     | Staničné námestie   | OC Optima            |
| 6     | Havlíčkova          | Staničné námestie    |
| 7     | Botanická záhrada   | Socha Jána Pavla II. |
| 9     | Nám. Maratónu mieru | Važecká              |

A következő viszonylatok az U. S. Steel Kassa acélműhöz közelednek. A többi vonallal összehasonlítva az egyetlen feladatuk az, hogy a munkavállalókat az acélgyárba és onnan visszaszállítsák. Ezért lényegében csak csúcsidőben futnak.
| Járat | Kiindulási állomás           | Végállomás                |
| ----- | ---------------------------- | ------------------------- |
| R1    | Staničné námestie            | Vstupný areál U. S. Steel |
| R2    | Važecká                      | Vstupný areál U. S. Steel |
| R3    | Havlíčkova                   | Vstupný areál U. S. Steel |
| R4    | Botanická záhrada            | Vstupný areál U. S. Steel |
| R5    | Ryba                         | Vstupný areál U. S. Steel |
| R6    | Dopravný podnik mesta Košice | Vstupný areál U. S. Steel |
| R7    | Amfiteáter                   | Vstupný areál U. S. Steel |
| R8    | Socha Jána Pavla II.         | Vstupný areál U. S. Steel |